# Prvenstvo Anglije 1965
Prvenstvo Anglije 1965 v tenisu.

## Moški posamično
Roy Emerson :  Fred Stolle, 6-2, 6-4, 6-4

## Ženske posamično
Margaret Smith Court :  Maria Bueno, 6-4, 7-5

## Moške dvojice
John Newcombe /  Tony Roche :  Ken Fletcher /  Bob Hewitt 7–5, 6–3, 6–4

## Ženske dvojice
Maria Bueno /  Billie Jean King :  Françoise Dürr /  Janine Lieffrig 6–2, 7–5

## Mešane dvojice
Margaret Smith Court  /  Ken Fletcher :  Judy Tegart /  Tony Roche 12–10, 6–3